# Distretto di Tazrouk
Il distretto di Tazrouk è un distretto della provincia di Tamanrasset, in Algeria, con capoluogo Tazrouk. Un altro comune del distretto è Idles.